# 龙潭水库 (陆丰)
龙潭水库位于中国广东省陆丰市和普宁市之间，坝址位于陆丰县陂洋镇，是以防洪、灌溉为主，兼有供水、发电、养殖等功能的大（二）型水库。